# Liczba hydroksylowa
Liczba hydroksylowa, liczba acetylowa, liczba wodorotlenowa, zawartość grup hydroksylowych – liczba miligramów wodorotlenku potasu (KOH), potrzebna do zobojętnienia kwasu octowego (CH3COOH) powstającego podczas zmydlania 1 g substancji acetylowanej, wyrażona w mg KOH/g. Liczba hydroksylowa jest miarą zawartości grup wodorotlenowych (–OH) lub pośrednio związków hydroksylowych w badanej substancji.
Liczba hydroksylowa jest stosowana do oceny czystości rozpuszczalników o charakterze alkoholi lub pośrednio do oceny zawartości grup hydroksylowych w estrach, jak również do oznaczanie średniej masy polimerów tzw. metodą grup końcowych.